# 何紹周
何紹周（1903年—1980年11月6日），生於貴州省興義縣，何應欽之姪，國民革命軍将领，中华民国中將。

## 生平
日本陸軍士官學校15期畢業，1924年考入黃埔軍校第一期，畢業後參與國民黨東征與北伐。抗日戰爭時升為第103師師長，1939年升任少將，1940年任新編11軍副軍長、第八軍副軍長，1942年任第88軍軍長，次年任新編第8軍軍長，1944年升第九集團軍副總司令兼第八軍軍長，1946年起任第五集團軍副總司令、雲南警備總司令、西昌警備司令、國防部第四補訓處處長，當選第一屆國民大會代表，1948年9月升中將，1949年任第49軍軍長、貴州綏靖公署副主任、第19兵團司令官。
1949年贵州省政府溃败後，何绍周逃到香港經商為生，因賭博和生意失敗賠去大筆財富，搬到巴西種植橡膠，1970年代搬到美國，加入美國籍，1980年11月在美國病逝。

## 外部連結
- 中国黄埔军校网 何绍周 （页面存档备份，存于）